# غرسات منع الحمل
غرسات منع الحمل هي نوع من أنواع تحديد النسل وهي عبارة عن أنبوب صغير مرن يبلغ طوله حوالي 40 ملم يتم إدخاله تحت الجلد (عادة في الذراع العلوي). غرسات منع الحملات هي أحد أكثر أنواع منع الحمل فعاليةً. تعتمد طريقة عملها بعد غرسها تحت الجلد على إفراز الهرمونات التي تمنع عملية الإباضة. يمكن لغرسات منع الحمل أن تمنع الحمل لمدة تصل إلى 3 أعوام.